# Campeonato Italiano de Rugby 2013-14
El Campeonato de Rugby de Italia de 2013-14 fue la 84.ª edición de la primera división del rugby de Italia.

## Sistema de disputa
El torneo se desarrolló en dos etapas, una fase regular en la cual los equipos disputaron encuentros en condición de local y de visitante frente a cada uno de sus rivales.
Luego se disputará una etapa de eliminación directa, en la cual los primeros cuatro equipos de la fase regular clasifican a las semifinales en la búsqueda por el campeonato.
Los últimos dos equipos en la tabla general descienden directamente a la Serie B.

## Desarrollo
- Tabla de posiciones:[1]

| Pos. | Equipo          | Encuentros | Encuentros | Encuentros | Encuentros | Tantos | Tantos | Tantos | PB | PB | Puntos |
| Pos. | Equipo          | PJ         | PG         | PE         | PP         | F      | C      | Dif    | BO | BD | Puntos |
| ---- | --------------- | ---------- | ---------- | ---------- | ---------- | ------ | ------ | ------ | -- | -- | ------ |
| 1.º  | Rugby Calvisano | 20         | 18         | 1          | 1          | 703    | 261    | +442   | 13 | 1  | 88     |
| 2.º  | Rugby Rovigo    | 20         | 17         | 1          | 2          | 665    | 278    | +387   | 12 | 1  | 83     |
| 3.º  | Mogliano        | 20         | 13         | 1          | 6          | 469    | 304    | +165   | 6  | 3  | 63     |
| 4.º  | Viadana         | 20         | 11         | 1          | 8          | 509    | 343    | +166   | 10 | 5  | 61     |
| 5.º  | Petrarca Padova | 20         | 13         | 0          | 7          | 481    | 335    | +146   | 6  | 2  | 60     |
| 6.º  | I Cavalieri     | 20         | 11         | 0          | 9          | 465    | 420    | +45    | 5  | 2  | 51     |
| 7.º  | Fiamme Oro      | 20         | 9          | 0          | 11         | 435    | 462    | -27    | 3  | 4  | 43     |
| 8.º  | SS Lazio        | 20         | 6          | 0          | 14         | 398    | 510    | -112   | 5  | 4  | 33     |
| 9.º  | San Donà        | 20         | 6          | 0          | 14         | 345    | 455    | -110   | 4  | 3  | 31     |
| 10.º | Rugby Reggio    | 20         | 3          | 0          | 17         | 264    | 612    | -348   | 1  | 3  | 16     |
| 11.º | Capitolina      | 20         | 1          | 0          | 19         | 153    | 907    | -754   | 0  | 1  | 5      |

|  | Clasificado a Semifinales. |
|  | Descendido a la Serie B.   |

### Semifinales
| Equipo 1        | Equipo 2     | Ida   | Vuelta |
| --------------- | ------------ | ----- | ------ |
| Viadana         | Rugby Rovigo | 19-30 | 14-65  |
| Rugby Calvisano | Mogliano     | 22-19 | 31-30  |

### Final
| 31 de mayo de 2014 | Rugby Calvisano | 26 - 17 | Rugby Rovigo |  |  |

| Bandera de Italia       |
| Campeón Rugby Calvisano |
| Cuarto título           |